# Combine (Texas)
Combine és una ciutat dels Estats Units a l'estat de Texas. Segons el cens del 2010 tenia 1.942 habitants.

## Demografia
Segons el cens del 2000, Combine tenia 1.788 habitants, 590 habitatges, i 523 famílies. La densitat de població era de 95,7 habitants/km².
Dels 590 habitatges en un 39,5% hi vivien nens de menys de 18 anys, en un 76,9% hi vivien parelles casades, en un 7,3% dones solteres, i en un 11,2% no eren unitats familiars. En el 9,2% dels habitatges hi vivien persones soles el 3,6% de les quals corresponia a persones de 65 anys o més que vivien soles. El nombre mitjà de persones vivint en cada habitatge era de 3,03 i el nombre mitjà de persones que vivien en cada família era de 3,19.
Per edats la població es repartia de la següent manera: un 27,5% tenia menys de 18 anys, un 6,7% entre 18 i 24, un 29,9% entre 25 i 44, un 27,8% de 45 a 60 i un 8,2% 65 anys o més.
L'edat mediana era de 38 anys. Per cada 100 dones de 18 o més anys hi havia 103,6 homes.
La renda mediana per habitatge era de 59.926 $ i la renda mediana per família de 61.563 $. Els homes tenien una renda mediana de 41.532 $ mentre que les dones 28.583 $. La renda per capita de la població era de 22.610 $. Aproximadament el 3% de les famílies i el 5,4% de la població estaven per davall del llindar de pobresa.

## Poblacions més properes
El següent diagrama mostra les poblacions més properes.